# Friedrich Adolf Paneth
Friedrich Adolf Paneth (také Fritz Adolf Paneth, 31. srpna 1887 – 17. září 1958) byl britsko-německý chemik rakouského původu. V roce 1933 utekl před nacisty do Velké Británie a v roce 1939 se stal naturalizovaným britským občanem. Po válce odjel Paneth do Německa, kde se v roce 1953 stal ředitelem Institutu Maxe Plancka pro chemii.
Byl považován za největší autoritu své doby v oblasti těkavých hydridů a také významně přispěl ke studiu stratosféry. Například Panethova koncepce chemického prvku platí dodnes jako oficiální definice IUPAC.
V roce 1957 se stal jedním z autorů deklarace proti plánovanému jadernému vyzbrojení Bundeswehru a za mírové využití jaderné energie, kterou podepsalo osmnáct jaderných vědců z Göttingenu. Je po něm pojmenován minerál panethit a měsíční kráter Paneth. V roce 1963 po něm byla pojmenována ulice Panethgasse ve Vídni-Donaustadtu.

## Život

### Studia

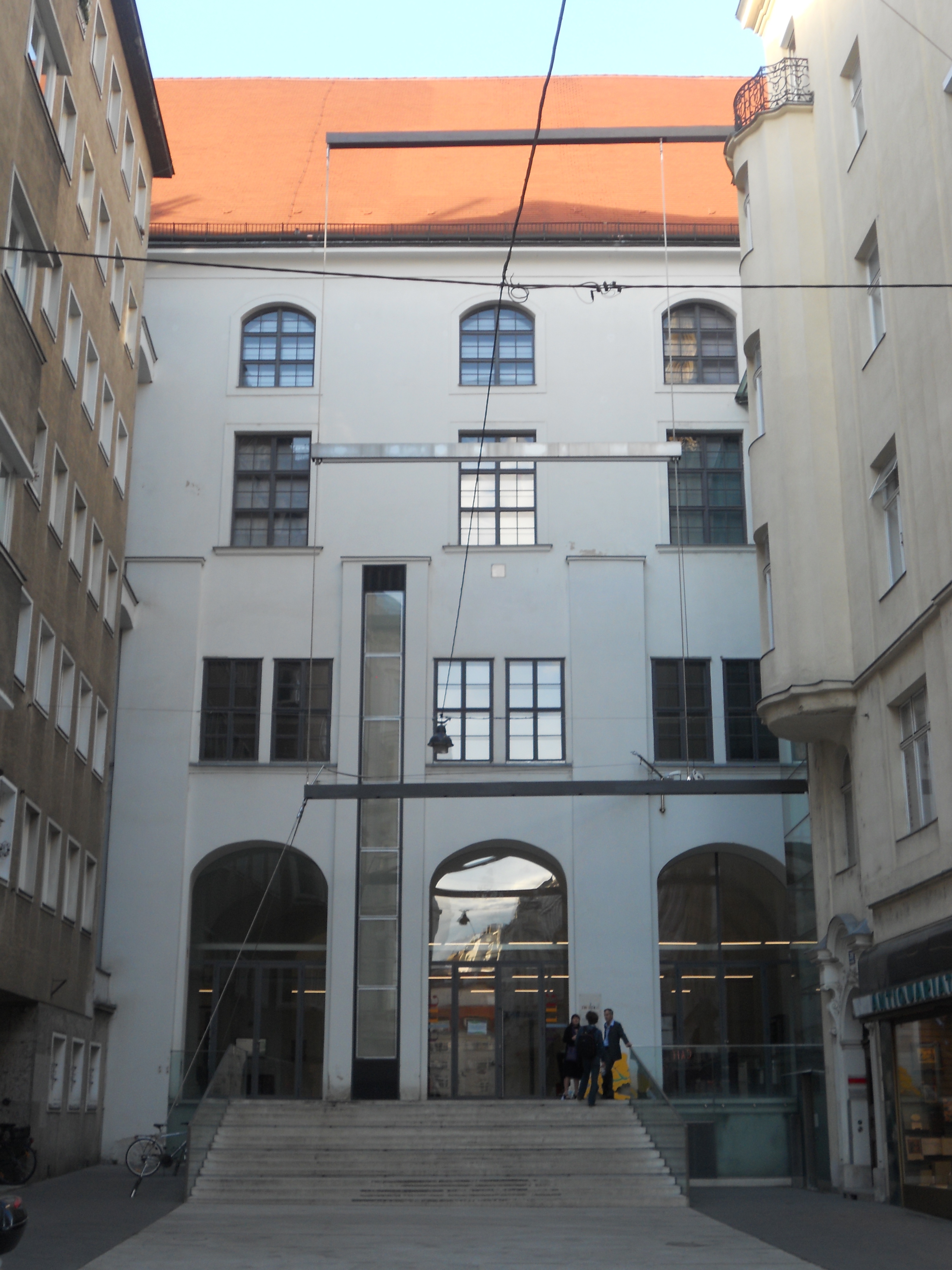
Stará budova Vídeňské univerzity

Friedrich Paneth se narodil jako syn fyziologa Josepha Panetha. Společně se svými třemi bratry byli vychováváni v protestantské víře, ačkoli oba rodiče byli židovského původu. Vzdělání získal na prestižním Schotten-gymnasiu ve Vídni.
Po absolvování střední školy nastoupil na obor chemie na Vídeňské univerzitě. Ještě během studia začal spolupracovat s Adolfem von Baeyerem na univerzitě v Mnichově. V roce 1910 získal doktorát pod vedením Zdenka Hanse Skraupa na katedře organické chemie Vídeňské univerzity.
V roce 1913 se oženil s Else Hartmannovou, se kterou měl syna a dceru.

### Kariera

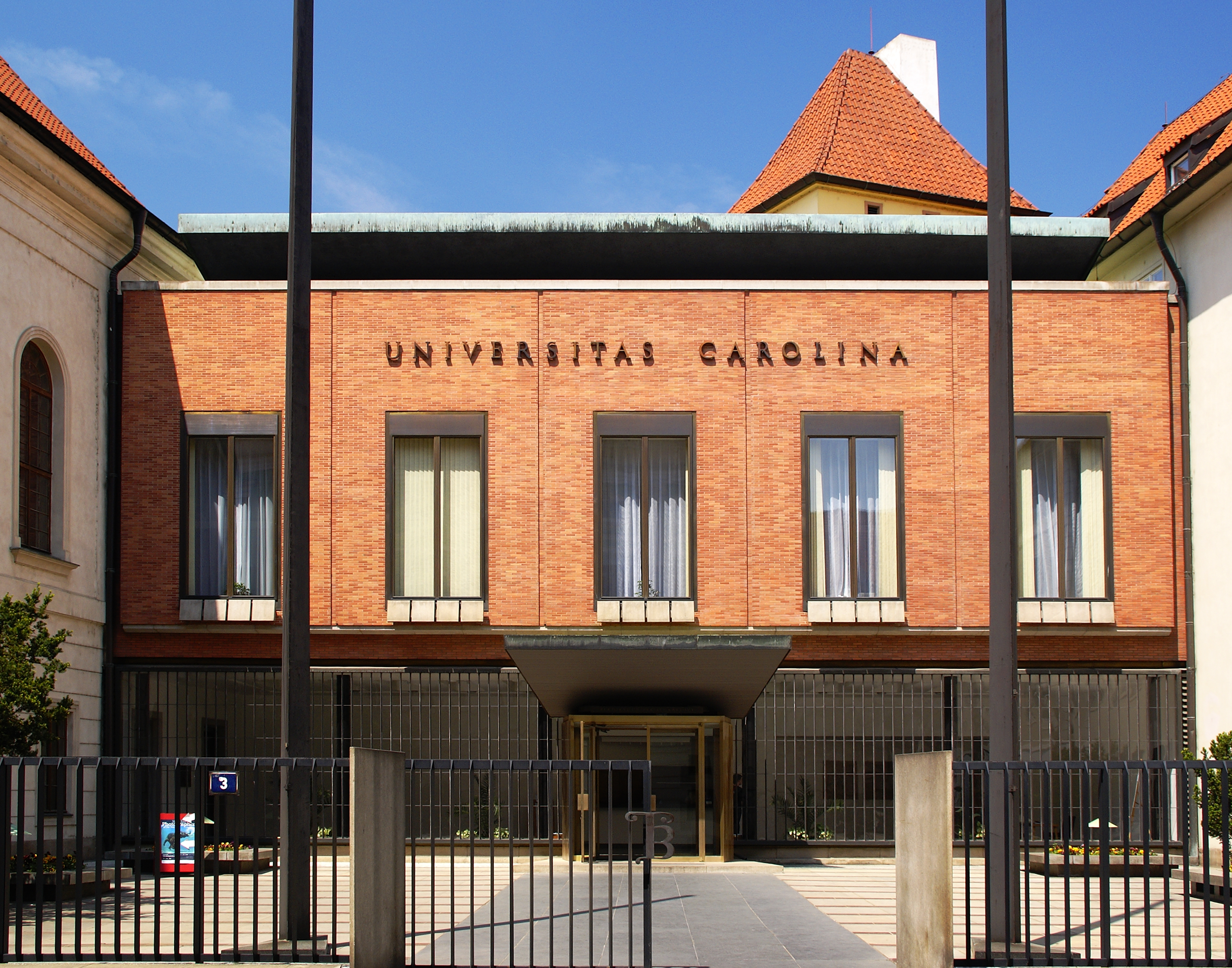
Karlova univerzita - současnost

- Karlova univerzita - současnostV roce 1912 Friedrich Paneth opustil organickou chemii a připojil se ke skupině Stefana Meyera na Institutu pro výzkum radia při Rakouské akademii věd.
- V roce 1913 navštívil Fredericka Soddyho na univerzitě v Glasgow a Ernesta Rutherforda na univerzitě v Manchesteru.
- V roce 1913 po habilitaci se stal asistentem Otto Hönigschmida na Karlově univerzitě v Praze.

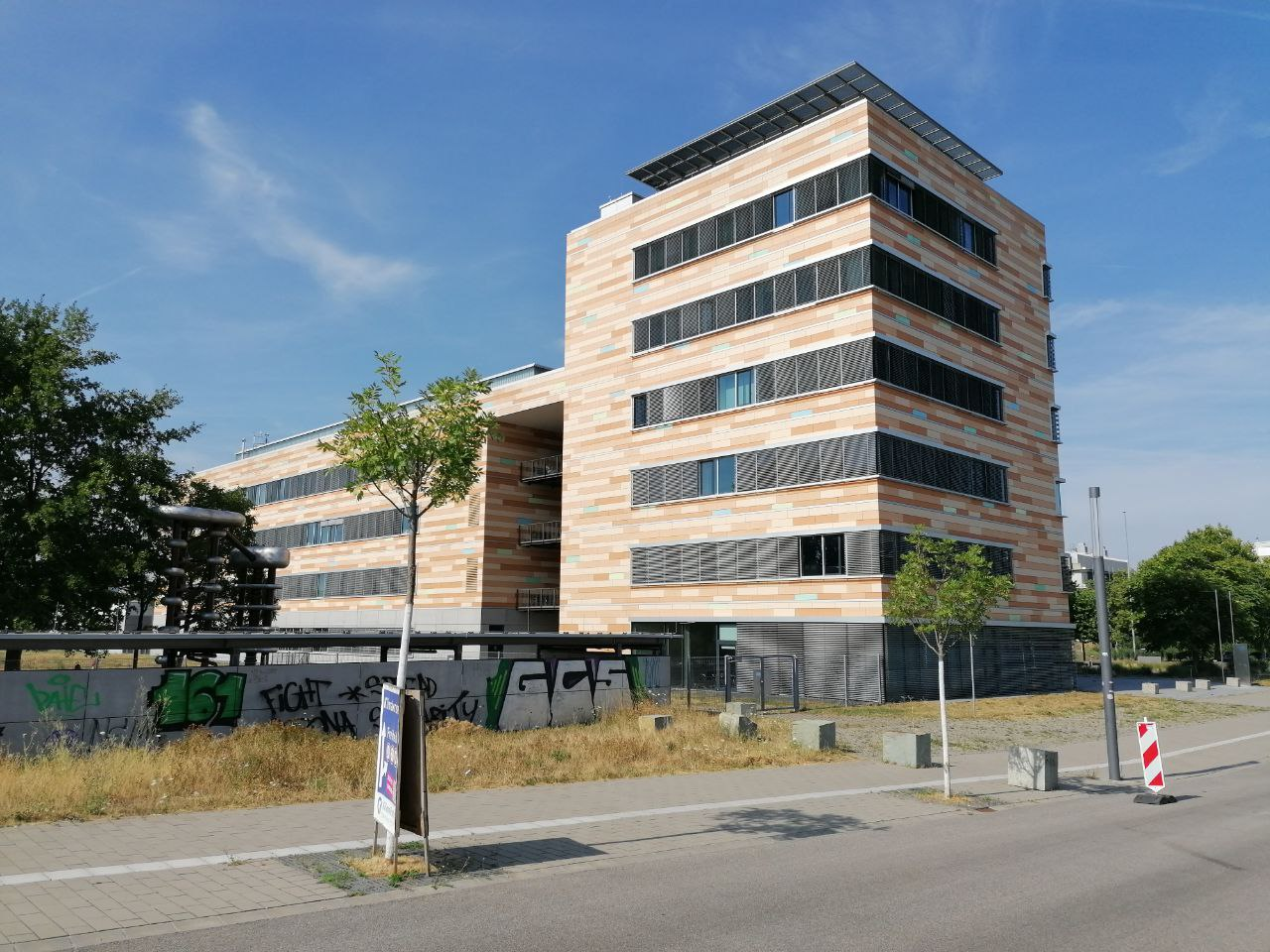
Institut Maxe Planka pro chemii - současnost

- Institut Maxe Planka pro chemii - současnostOd roku 1919 do roku 1933 pracoval na různých německých univerzitách: odborný asistent na Univerzitě v Hamburku (1919), vedoucí anorganického oddělení na Humboldtově univerzitě v Berlíně (1922), vedoucí chemického institutu na Univerzitě v Königsbergu (1929).
- V roce 1927 Friedrich Paneth a Kurt Peters publikovali své výsledky o transformaci vodíku na helium, nyní reakce známá jako studená fúze.  Později výsledky odvolali s tím, že měřili helium ze vzduchu.
- Během převzetí moci nacisty v roce 1933 byl na přednáškovém turné po Anglii. Do Německa se již nevrátil. V roce 1938 byl lektorem atomové chemie na Imperial College London. V roce 1939 se stal profesorem chemie na univerzitě v Durhamu.
- V letech 1943 až 1945 byl vedoucím chemické divize společného britsko-kanadského týmu pro atomovou energii v Montrealu.
- Po válce se vrátil do Durhamu a založil Londonderry Laboratory pro radiochemii, kterou vedl až do roku 1953.
- V roce 1953 se stal ředitelem Institutu Maxe Plancka pro chemii v Mohuči v Německu. Založil zde Oddělení kosmochemie a inicioval výzkum meteoritů. V ústavu pracoval až do své smrti v roce 1958.

### Výzkum
- Radiochemie, zejména stopovací metoda, kterou vyvinul společně s maďarským chemikem a nositelem Nobelovy ceny Georgem de Hevesym.
- Metoda detekce organických radikálů pomocí kovových zrcadel. Při této metodě se v křemenné trubici při zvýšených teplotách rozkládá tetramethylolovo na methylové zbytky a elementární olovo. Plynné methylové zbytky jsou transportovány do jiné části komory s nosným plynem. Tam reagují s kovovým zrcadlem z olova, které se tak postupně rozpouští.
- Fajanův-Panethův-Hahnův zákon (také Fajansovo pravidlo srážení, Fajans-Penethovo pravidlo srážení a adsorpce) je chemický zákon, který určuje množství jedné látky (indikátoru) přenášeného do sraženiny jiné látky přítomné v mnohem větším množství (nosiče), které způsobí koprecipitaci nebo adsorpci.
- Kosmochemie a výzkum meteoritů
- Těkavé hydridy
- Mikroanalýza plynů

## Dílo
- Lehrbuch der Radioaktivität, 1923
- Radio-Elements as Indicators and other Selected Topics in Inorganic Chemistry, 1928
- The Origin of Meteorites, 1940
- Georg V. Hevesy und Fritz Paneth: Die Löslichkeit des Bleisulfids und Bleichromats. In: Zeitschrift für anorganische Chemie. 82, 323–328 (1913). doi:10.1002/zaac.19130820125
- G. V. Hevesy and F. Paneth: Über die Darstellung von Radium D in sichtbaren Mengen und seine chemische Identität mit Blei. In: Ber. Dtsch. Chem. Ges. 47, 2784–2786 (1914). doi:10.1002/cber.19140470369
- Fritz Paneth: Über Wismutwasserstoff und Poloniumwasserstoff. In: Ber. Dtsch. Chem. Ges. 51, 1704–1728 (1918). doi:10.1002/cber.19180510257

## Vyznamenání a ocenění
- Liebenova cena (1916)
- Liversidge Award od Královské chemické společnosti (1936)
- Člen Královské společnosti (1947)
- Liebigova medaile od Společnosti německých chemiků (1957)
- Jeho jméno nese kolokvium pro mladé vědce, které se pravidelně koná v Nördlingenu.
- Je po něm pojmenován minerál panethit a měsíční kráter Paneth.